# قلعه دهشاد
قلعه دهشاد با دیرینگی بیش از ۲۰۰ سال در روستایی به نامدهشادپائین، در ده کیلومتری شرق شهریار و در محدوده شهر باغستان قرار دارد.
قلعه دهشاد شاید تنها قلعه روستایی استان تهران است که هنوز سکونت در آن ادامه دارد. نزدیکترین راه دسترسی به این قلعه اتوبان تهران ساوه کیلومتر ۷ که ۷۰۰ متر با اتوبان فاصله دارد
سر در این قلعه در دوره قاجار ساخته شده‌است و کل بنا مربوط به دوره ما قبل قاجار و زندیان و بسیار شبیه ارگ کریم خان می‌باشد
ورودی اصلی قلعه در ضلع شمال شرقی از ساختار آجری با پلان ذوزنقه ای شکل که بر ضلع میانی آن مدخلی در یک طاق نمای بزرگ با سقف گنبدی و بر روی آن به ترتیب یک ردیف تزینات دندان موشی و طرح یک لوزی در قاب بندیهای چهار گوش دیده می‌شود. در هر طرف طاق نمای مرکزی یک شبه ستون چهار ضلعی با یک رف تزینی بر قسمت بالای بدنه و سر ستونی مرکب از رگچین‌ها دیده می‌شود. در هر کدام از ساق‌های جانبی ورودی قلعه نیز یک طاق نمای کوچک با سقف گهواره ای و بر روی آن ابتدا قالبی با تزیین دندان موشی و سپس یک قاب ساده تعبیه شده. دروازه قلعه از دو لنگه در چوبی تشکیل شده و بر نمای خارجی سطح درها گل میخهایی در سه ردیف افقی نصب کرده‌اند. در دو طرف درب ورودی دوچهار طاقی وجود دارد که احتمالاً محل استقرار مالک یا ارباب بوده‌است و در پشت آن‌ها دو مجموعه مجزا یکی محل نگهداری احشام و دیگری محل نگهداری غله و آذوغه می‌باشد. قلعه به لحاظ ساختاری دارای یک خیابان اصلی بطول ۱۰۰متر و عرض ۱۲ متر که از درب ورودی آغاز و به مسجد قلعه منتهی می‌شود. تعداد چهار کوچه فرعی به عرض چهار متر در دوطرف خیابان اصلی تعبیه شده که دو کوچه آن به دو ورودی فرعی قلعه ختم می‌شود و در هر کوچه ۱۲ حیاط به وسعت ۶۰۰متر مربع که از نظر ابعاد عرصه و اعیان هستند ساخته شده و تعداد ۶ راه دسترسی به پشت بام بر مبنای هر دو حیاط تعبیه شده‌است. چهار برج در زوایای چهارگانه و دو درگاه در بدنه باروی شرقی به چشم می‌خورد. باروی قلعه ۵٫۸ متر ارتفاع دارد و از گلچینه ایی به ضخامت ۵۵ سانتی‌متر و کنگره‌های نیم دایره ای شکل تشکیل شده و در چهار گوشه قلعه در محل اتصال دژها یک برج مدور با ساختاری همانند دیوارهای جانبی وجود دارد که علاوه بر کاربری دیده‌بانی به حفاظت و استحکام دیوارها کمک می‌کند.
امروزه از مجموع برج‌های چهارگانه فقط دو برج شمال شرقی و جنوب شرقی به صورت اولیه خود باقی مانده‌است و قسمتی از دو برج دیگر آسیب دیده. وسعت این قلعه در حدود۱۳۸۰۰ متر مربع می‌باشد. قلعه به سبک معماری اوایل دوره قاجار ساخته شده‌است و ابعاد آن۱۰۰ متر در ۱۰۰متر و به شکل مربع است در چهار گوشه بنا چهار برج دیده‌بانی و در ضلع شرقی یک در ورودی با سردری مرتفع به شکل ذوزنقه ای واز آجر که دارای دو طاق نما در دو طرف می‌باشد ساخته شده‌است. این قلعه تنها قلعه روستایی باقی مانده می‌باشد که هنوز زندگی در آن جریان دارد. گویا مالک اولیه قلعه دهشاد مشارالسلطنه نام داشته‌است
اسدالله مشارالسلطنه دیپلمات و دولت‌مرد ایرانی بود.
او از نوادگان رضاقلی نوائی، منشی‌الممالک عصر فتحعلی شاه قاجار، به‌شمار می‌آمد
متأسفانه امروزه قلعه دهشادپائین محل زندگی مهاجرین افغان است وباتوجه به نامشخص بودن مالکیت آن که به نقل اهالی این روستا واستقرار کیوسک نگهبانی توسط دادگاه توقیف گردیده است، هیچگونه رسیدگی به این قلعه تاریخی نمی‌شود.
امامزاده شاهزاده منصور (ع) در روستای دهشاد پائین  و درست روبرو قلعه دهشاد واقع شده است.

## نگارخانه

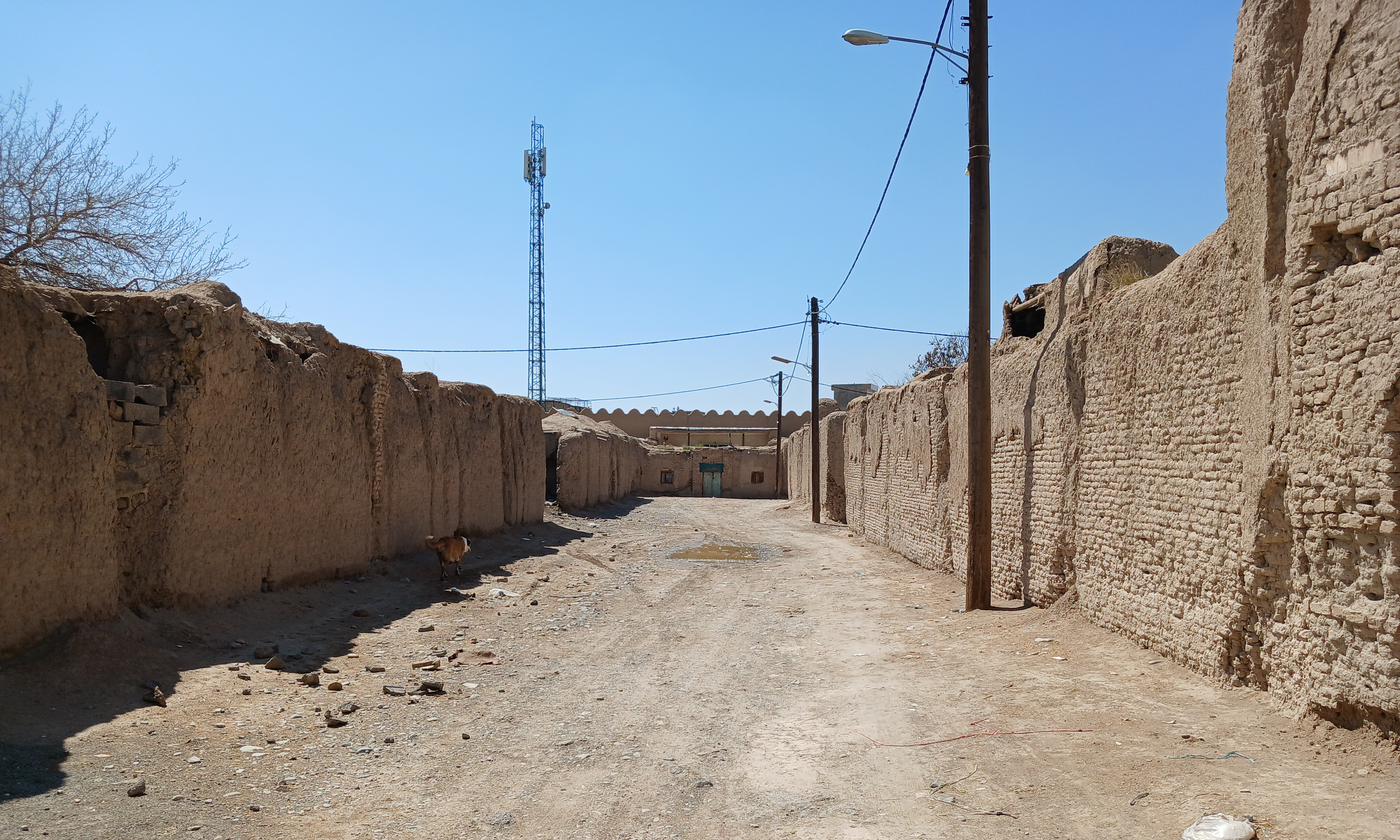
فضای درونی قلعه که متاسفانه اکنون کاربری مسکونی دارد و رسیدگی شایسته ای به آن نمی شود
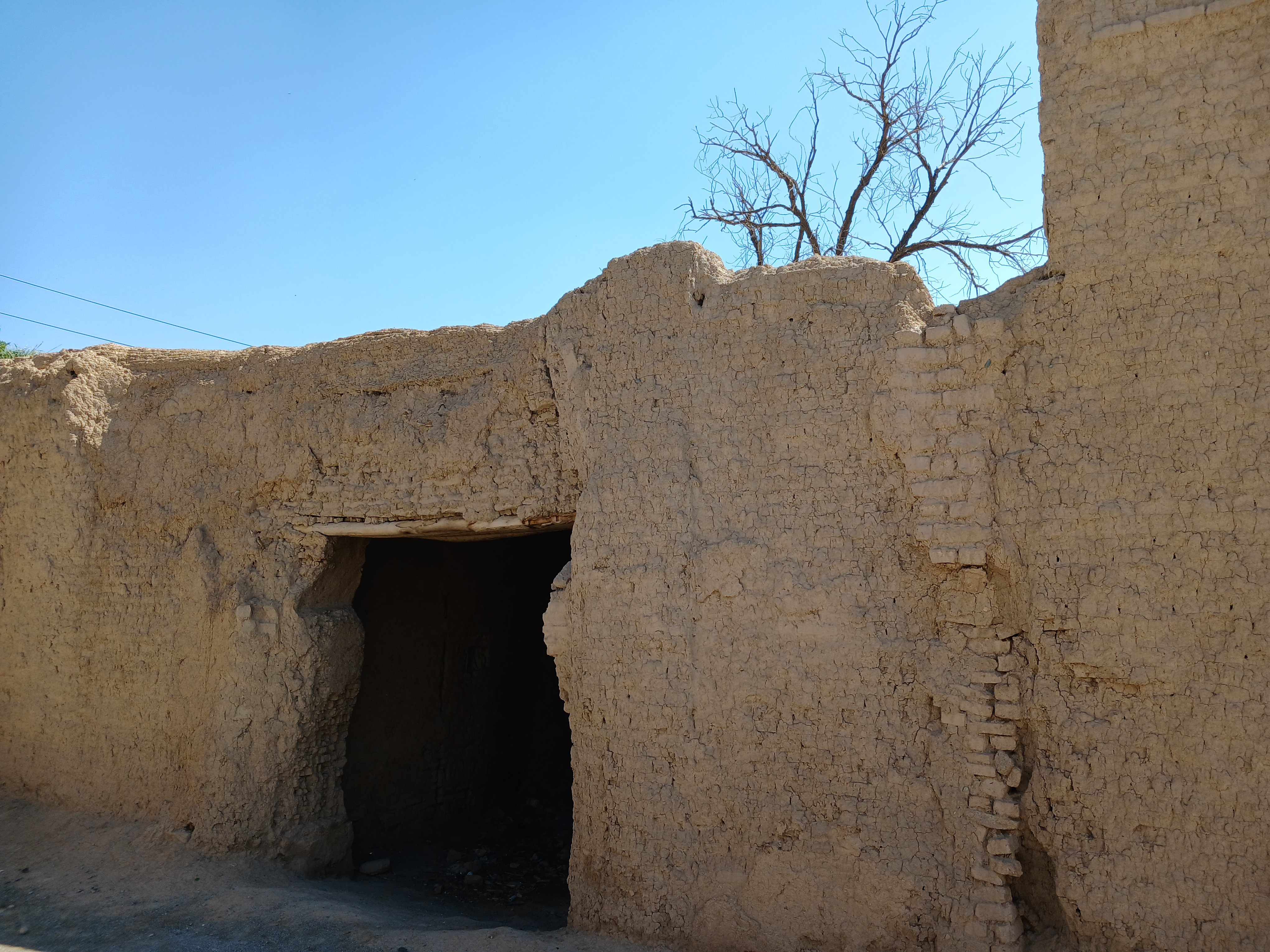
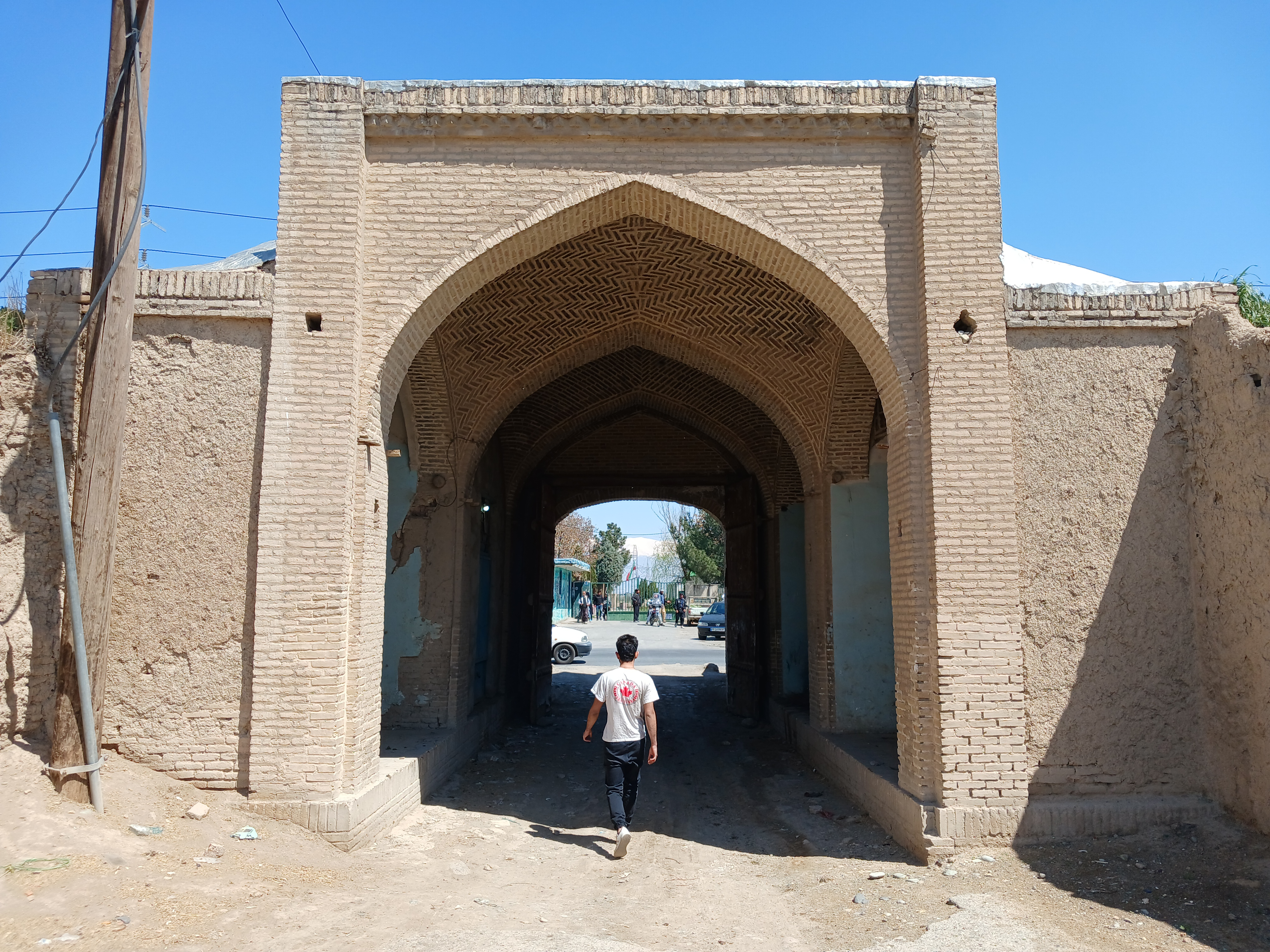
نمای ورودی بنا از سمت درون
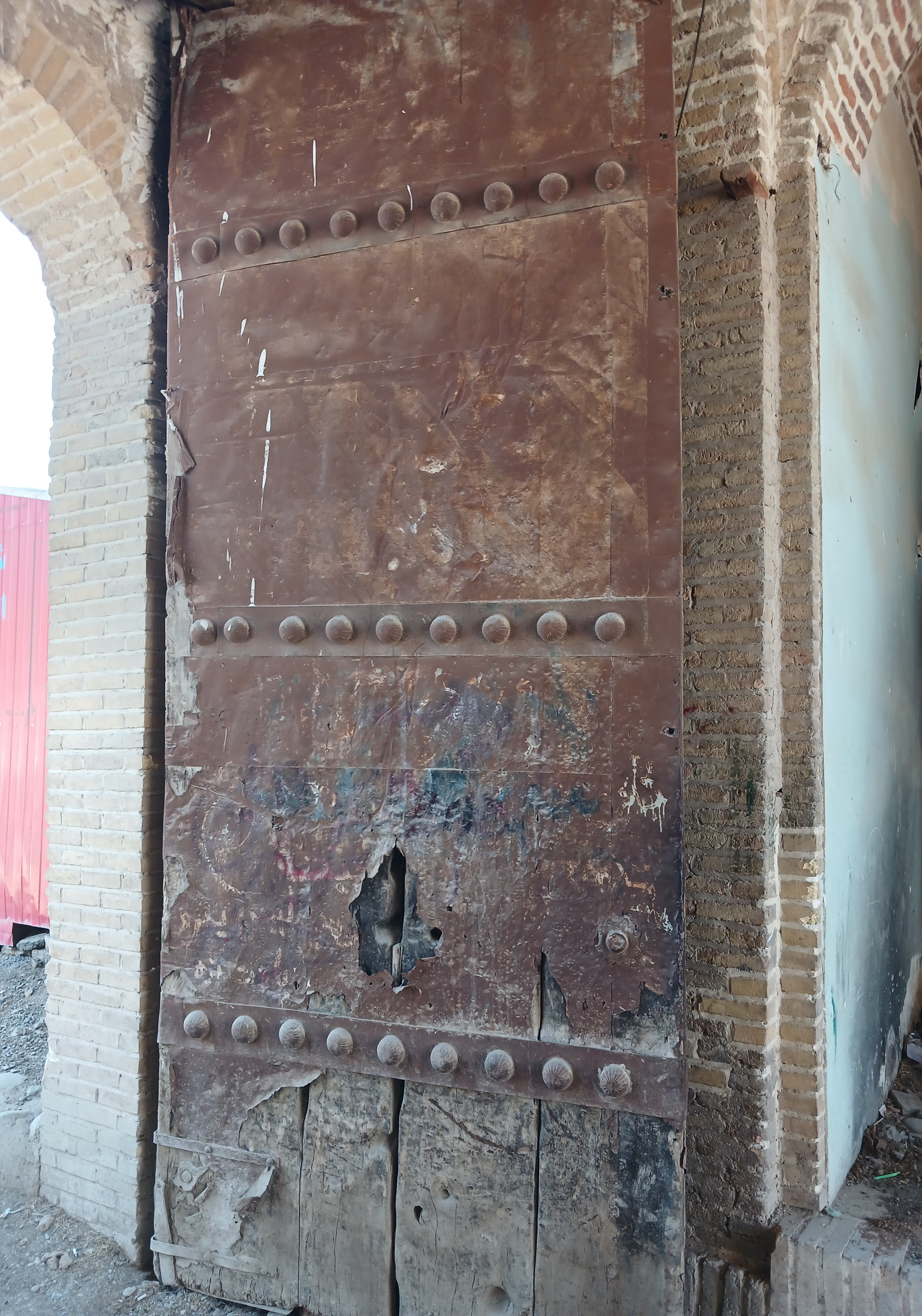
درب قدیمی بنا